# Väike-Kamari
Väike-Kamari – wieś w Estonii, w prowincji Jõgeva, w gminie Põltsamaa.